# Z-7, operación Rembrandt
Z-7, operación Rembrandt (en italiano: Mark Donen - Agente Zeta 7, en alemán: Rembrandt 7 antwortet nicht...) es una película de espionaje europea de 1966, escrita y dirigida por Giancarlo Romitelli y protagonizada por Lang Jeffries. Se rodó en Macao, Tánger, Roma, Málaga y Torremolinos.

## Argumento
Un científico construye una máquina capaz de destruir grandes zonas de tierra. Un colaborador intenta traicionarle y vender el secreto de la fórmula que está escondida en una reproducción de un cuadro de Rembrandt.

## Reparto
- Lang Jeffries como el agente Z-7 Mark Donen.
- Joachim Hansen como Pierre.
- Christiane Maybach como Consuela.
- Laura Valenzuela como Irene Walter.
- Carlo Hintermann como Kosky.
- Loredana Nusciak como Paula.
- Mitsouko como Seyna.
- Luis Peña como da Silva.
- Lorenzo Robledo como Coronel.
- Giuseppe Mattei como Juan.
- Luciano Catenacci como cómplice de Seyna.
- Miguel del Castillo como Diego Oropessa.
- Álvaro de Luna como secuaz de Kosky.
- Mónica Randall como Claudine.